# Hopen (île)
Pour les articles homonymes, voir Hopen.
Hopen est une île  de l'archipel arctique du Svalbard.
L'île est située en mer de Barents. Longiforme, elle est orientée nord-est / sud-ouest et mesure environ 35 km de long. Sa largeur maximale n'atteint que 2,5 km. Île vallonnée, elle compte sept monts à plus de 250 m, quatre d'entre eux dépassant même 300 m dans la partie sud de l'île. La seule partie de l'île étant habitée est la station météorologique Hopen Radio située au sud de l'île.

## Histoire
Découverte en 1613, probablement par Thomas Marmaduke, qui nomma l'île d'après son ancien navire, le Hopewell.
L'Institut météorologique norvégien exploite une station météorologique habitée sur l'île.
Au cours de la Seconde Guerre mondiale, la Luftwaffe plaça une équipe météorologique lors de l'opération Zitronella en septembre 1943. À la fin de la guerre, les dernières troupes allemandes, hors prisonniers de guerre, à retourner dans leur pays ont été les équipes météorologiques sur place qui sont rapatriées par un cargo norvégien en août 1945,.

## Climat
| Mois                                  | jan.       | fév.       | mars       | avril      | mai        | juin      | jui.      | août      | sep.       | oct.      | nov.       | déc.       | année      |
| ------------------------------------- | ---------- | ---------- | ---------- | ---------- | ---------- | --------- | --------- | --------- | ---------- | --------- | ---------- | ---------- | ---------- |
| Température minimale moyenne (°C)     | −11,4      | −12        | −12,9      | −10,3      | −4,6       | −0,6      | 1,8       | 2,6       | 1,3        | −2,8      | −6,1       | −9,3       | −5,36      |
| Température moyenne (°C)              | −9         | −9,6       | −10,4      | −8         | −3         | 0,8       | 3,3       | 3,9       | 2,4        | −1,4      | −4,4       | −7,2       | −3,55      |
| Température maximale moyenne (°C)     | −6,6       | −7,1       | −7,9       | −5,7       | −1,4       | 2,1       | 4,7       | 5,1       | 3,5        | −0,1      | −2,6       | −5         | −1,75      |
| Record de froid (°C) date du record   | −35,5 1981 | −34,6 1952 | −36,9 1986 | −30,2 1988 | −22,2 1948 | −9,9 1962 | −4,3 1963 | −4,4 1968 | −12,4 1968 | −29 1966  | −31,7 1968 | −35,6 1968 | −36,9 1986 |
| Record de chaleur (°C) date du record | 4,3 2016   | 4,5 1951   | 3,6 1957   | 6,9 2011   | 8,8 1960   | 15,7 1953 | 17,4 1973 | 15,7 2004 | 11,9 2001  | 10,8 2000 | 8,3 2006   | 5,5 1984   | 17,4 1973  |
| Précipitations (mm)                   | 36,1       | 26,9       | 34,4       | 26,3       | 21,4       | 18,6      | 23,6      | 35,4      | 35,9       | 34,7      | 29,8       | 32,4       | 355,4      |
| Nombre de jours avec précipitations   | 20,43      | 18,86      | 19,77      | 17,93      | 16,83      | 13,6      | 14,37     | 19        | 20,87      | 22,47     | 21,17      | 21,1       | 226,07     |

| Diagramme climatique                                  |             |               |               |              |             |            |            |            |              |              |            |
| J                                                     | F           | M             | A             | M            | J           | J          | A          | S          | O            | N            | D          |
| −6,6−11,436,1                                         | −7,1−1226,9 | −7,9−12,934,4 | −5,7−10,326,3 | −1,4−4,621,4 | 2,1−0,618,6 | 4,71,823,6 | 5,12,635,4 | 3,51,335,9 | −0,1−2,834,7 | −2,6−6,129,8 | −5−9,332,4 |
| Moyennes : • Temp. maxi et mini °C • Précipitation mm |             |               |               |              |             |            |            |            |              |              |            |